# Jacobus I van Engeland
Jacobus Karel (Engels: James Charles) (Edinburgh Castle, 19 juni 1566 — Theobalds House (Hertfordshire), 5 maart 1625) was van 1567 tot 1625 als Jacobus VI koning van Schotland en van 1603 tot 1625 als Jacobus I koning van Engeland. Hij was in deze laatste hoedanigheid de eerste koning uit het Huis Stuart en de opvolger van Elizabeth I, de laatste vorst uit het Huis Tudor.

## Koning van Schotland
Jacobus werd geboren op 19 juni 1566 in Edinburgh Castle en was de zoon van de Schotse koningin Maria I Stuart en Henry Stuart Darnley; beiden waren achterkleinkinderen van de koning Hendrik VII van Engeland. Hij werd rooms-katholiek gedoopt in de Chapel Royal in Stirling Castle.
Zijn moeder werd op 24 juni 1567 tijdens haar gevangenschap in Lochleven Castle tot aftreden gedwongen. Op 29 juli 1567 werd hij, net één jaar oud, tijdens een protestantse dienst geleid door John Knox in de Church of the Holy Rude tot koning van Schotland gekroond als Jacobus VI. Zijn moeder wist te ontsnappen en vluchtte naar Engeland, waar zij 19 jaar in gevangenschap doorbracht. Zijn vader, Lord Darnley, werd kort na zijn geboorte onder mysterieuze omstandigheden gedood.
Jacobus kreeg een streng protestantse opvoeding en een gedegen theologische en klassieke scholing door de Schotse reformator George Buchanan, om de katholieke invloed van zijn moeder te doen vergeten. Als jongen had hij veel contact met zijn neef, een katholieke Fransman. Lang heeft hij gedacht dat dat zijn enige familie was, omdat hij zijn ouders nooit gekend heeft. De protestantse adel nam hem gevangen omdat men bang was voor te veel katholieke invloed in het land, maar hij wist te ontsnappen, een leger te creëren en door Edinburgh te veroveren de macht over Schotland in handen te krijgen. In 1583 onttrok hij zich aan de invloed van de protestantse partij in Schotland en vergrootte zijn koninklijke macht. Op de terechtstelling van zijn moeder in 1587 reageerde hij nauwelijks, vermoedelijk omdat hij als afstammeling van Hendrik VII het recht op opvolging van de Engelse koningin Elizabeth niet in gevaar wilde brengen.
Er werd gezocht naar een geschikte bruid voor Jacobus. Die vond men in de toen veertien jaar oude Deense prinses Anna van Denemarken, een dochter van de Deense koning Frederik II van Denemarken en  koningin Sophia van Mecklenburg-Güstrow. Op 23 november 1589 traden de twee in het huwelijk te Oslo in Noorwegen. Zij kregen zeven kinderen, van wie er drie volwassen werden:
- Hendrik Frederik (19 februari 1594 - 6 november 1612), van 1603 tot 1612 de Prins van Wales.
- Elizabeth (19 augustus 1596 - 13 februari 1662), in 1613 gehuwd met Frederik V van de Palts, zij werd grootmoeder van de latere Britse koning George I.
- Margaretha (24 december 1598 - maart 1600).
- Karel (19 november 1600 - 30 januari 1649), trouwde met Henriëtta Maria van Frankrijk, dochter van koning Hendrik IV van Frankrijk, was koning van Schotland, Engeland en Ierland (27 maart 1625 – 30 januari 1649) en werd in 1649 geëxecuteerd.
- Robert (18 januari 1602 - 27 mei 1602).
- Maria (8 april 1605 - 16 december 1607).
- Sophia (juni 1606).

## Koning van Engeland

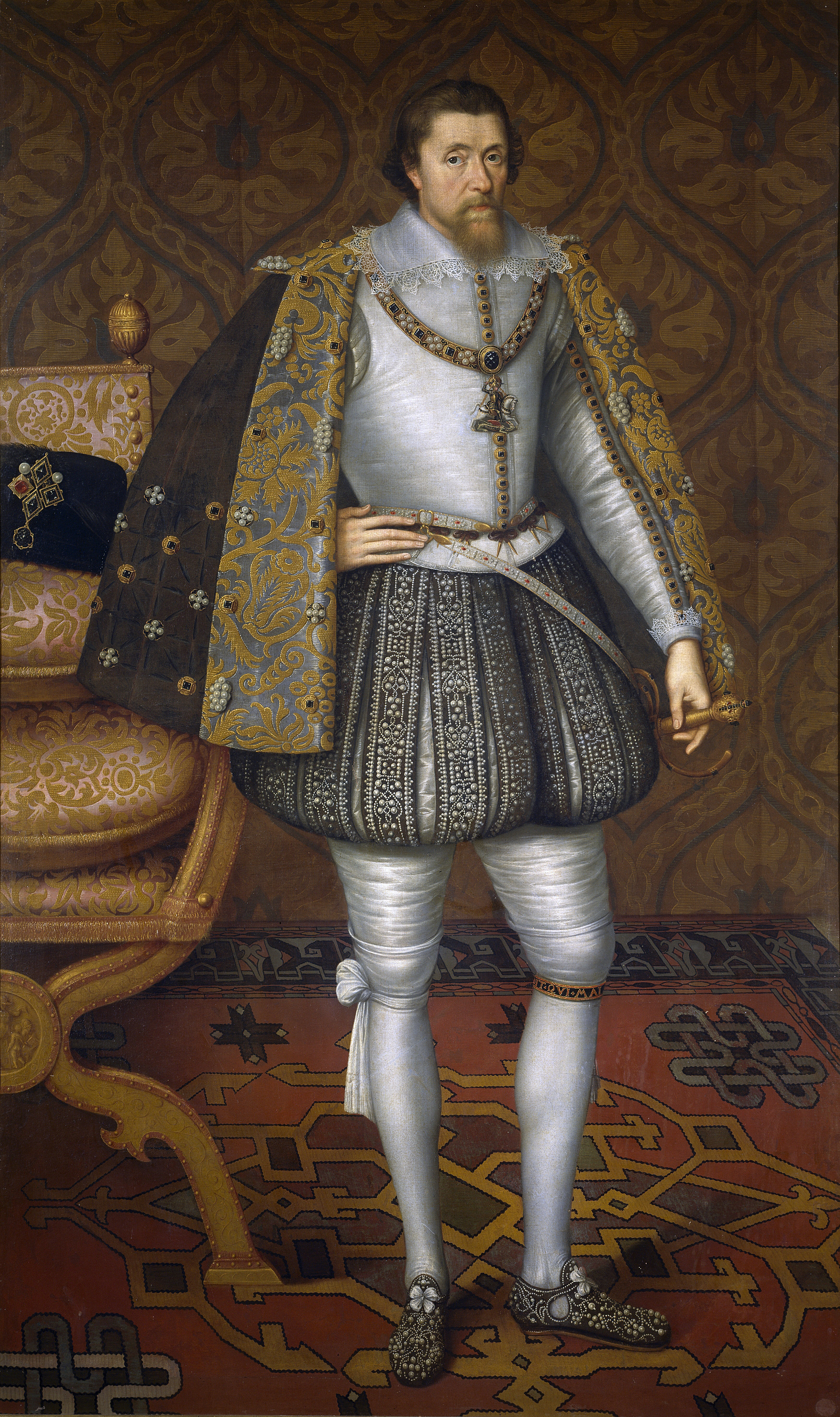
Koning Jacobus I (ca. 1605), John de Critz, Museo Nacional del Prado

Toen Elizabeth I van Engeland in 1603 zonder nakomelingen stierf, werd Jacobus tot koning van Engeland en Ierland uitgeroepen (Jacobus I). Engeland en Schotland bleven beide soevereine staten, maar vormden nu een personele unie. Jacobus streefde in Engeland van meet af aan naar vestiging van het absolutisme en versteviging van de positie van de staatskerk. Hij was zelf overtuigd protestant, maar op het gebied van de buitenlandse politiek voelde hij het meest voor aansluiting bij de machtige katholieke vorsten. 
In 1604 sloot hij vrede met Spanje, waarna hij ook naar dynastieke verbinding met katholieke machten ging streven. Het kwam tot een breuk met en ontbinding van het parlement in 1622, toen hij voorstelde om zijn tweede zoon Charles, de latere koning Karel I, te laten trouwen met prinses Maria Anna van Spanje, (Karel huwde ten slotte Henriëtta Maria van Frankrijk.)

## Politiek
Na zijn aanstelling smeedde hij de aparte landen samen tot Groot-Brittannië met gezamenlijke wetten en gelijkheid voor de inwoners van beide landen, hoewel Engeland rijker en verder ontwikkeld was. Jacobus liet een nieuwe vlag ontwerpen en dit werd de Union Flag. Jacobus schonk geld, land en landgoederen aan de Schotse adel.
Hoewel Jacobus als koning vrij populair was (al werd hij niet zo sterk geacht als zijn voorgangster Elizabeth I), viel zijn politiek niet altijd in goede aarde bij het parlement en het volk, maar daar wilde Jacobus geen rekening mee houden. Het parlement wenste zich niet neer te leggen bij Jacobus' pogingen om zelf allerlei politieke beslissingen te nemen en bepaalde belastinggelden in eigen zak te steken.
Ook wilde hij complete controle op de uitvoerende en de rechterlijke macht. Hij raakte daardoor in conflict met het parlement. Driemaal regeerde hij zelfs zonder parlement (1611 - 1614, 1614 - 1621 en 1622 - 1624), maar als hij in geldnood raakte moest hij steeds weer tot een compromis komen. De Nederlandse ambassadeur Noël de Caron hielp hem diverse malen aan geld.

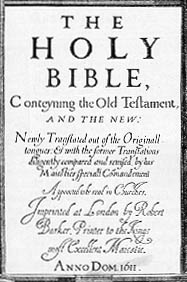
King James Bible

## Intellectuele belangstelling
De koning wordt gezien als een van de meest intellectuele en geleerde vorsten die ooit op de Engelse troon heeft gezeten. Jacobus was een getalenteerd schrijver en publiceerde verscheidene boeken in het Latijn. Ook vertaalde hij werken, o.a. uit het Frans. Op zijn gezag ontstond ook de beroemde Engelse Bijbelvertaling van 1611, 'the Authorized (of: King James) version'. Jacobus was ervan overtuigd dat overal heksen en demonen werkten. Hij publiceerde in 1597 een boek over demonologie, de "Daemonologie" met een theorie over het Bloedrecht, een godsbewijs uit het middeleeuwse recht. Veel onschuldige Schotse en Engelse mannen en vrouwen werden het slachtoffer van Jacobus' heksenwaan.

## Mogelijke homoseksualiteit
Er zijn altijd speculaties geweest over zijn geaardheid, gezien zijn keuze van mannelijke metgezellen. Of de koning homoseksueel of biseksueel was is onduidelijk. Zijn relatie als jongeman met zijn leeftijdgenoot Esmé Stuart, Seigneur d'Aubigny, graaf van Lennox, werd door de Schotse kerkelijke leiders bekritiseerd en Lennox werd gedwongen Schotland te verlaten.
In de jaren 80 kuste Jacobus in het openbaar Francis Stewart Hepburn, graaf van Bothwell. Toen Jacobus de Engelse troon besteeg, deed dan ook de volgende grap de ronde: Rex fuit Elizabeth: nunc est regina Jacobus ("Koning was Elizabeth: nu is Jacobus koningin").
Hij was kennelijk niet altijd verstandig in zijn keuze van mannelijke partners en wist zijn favorieten behoorlijk te begunstigen, zoals Robert Carr, die het van page tot graaf van Somerset wist te brengen. Zo verging het ook de latere graaf van Buckingham: Jacobus noemde George Villiers zijn 'vrouw' en zichzelf Villiers' 'man'. Vooral Villiers kreeg veel invloed bij de koning. Nadat George Villiers op 23 augustus 1628 was vermoord, werd hij aan Jacobus' rechterhand begraven. Anderzijds had hij in Schotland een maîtresse (minnares), namelijk Anne Murray, gravin van Kinghorne.

## Overlijden
Jacobus stierf in 1625 aan ouderdomsziekten en werd begraven in Westminster Abbey. Zijn tweede zoon Karel I volgde hem op.

## Kwartierstaat (voorouders)
| John Stewart (1490-1526) | John Stewart (1490-1526) | John Stewart (1490-1526) | John Stewart (1490-1526) | John Stewart (1490-1526)   | John Stewart (1490-1526)   | Elizabeth Stewart          | Elizabeth Stewart          | Elizabeth Stewart          | Elizabeth Stewart          | Elizabeth Stewart                | Elizabeth Stewart                |                                  |                                  | Archibald Douglas (1490–1557)    | Archibald Douglas (1490–1557)    | Archibald Douglas (1490–1557) | Archibald Douglas (1490–1557) | Archibald Douglas (1490–1557) | Archibald Douglas (1490–1557) | Margaretha Tudor (1489-1541) | Margaretha Tudor (1489-1541) | Margaretha Tudor (1489-1541) | Margaretha Tudor (1489-1541) | Margaretha Tudor (1489-1541)       | Margaretha Tudor (1489-1541) |  |  | Jacobus IV van Schotland (1473-1513) | Jacobus IV van Schotland (1473-1513) | Jacobus IV van Schotland (1473-1513) | Jacobus IV van Schotland (1473-1513) | Jacobus IV van Schotland (1473-1513) | Jacobus IV van Schotland (1473-1513) | Margaretha Tudor (1489-1541)        | Margaretha Tudor (1489-1541)        | Margaretha Tudor (1489-1541)        | Margaretha Tudor (1489-1541)        | Margaretha Tudor (1489-1541)      | Margaretha Tudor (1489-1541)      |                                   |                                   | Claude van Lotharingen (1496-1550) | Claude van Lotharingen (1496-1550) | Claude van Lotharingen (1496-1550) | Claude van Lotharingen (1496-1550) | Claude van Lotharingen (1496-1550) | Claude van Lotharingen (1496-1550) | Antoinette van Bourbon (1494-1583) | Antoinette van Bourbon (1494-1583) | Antoinette van Bourbon (1494-1583) | Antoinette van Bourbon (1494-1583) | Antoinette van Bourbon (1494-1583) | Antoinette van Bourbon (1494-1583) |  |  |  |  |  |  |  |  |  |  |  |  |  |  |  |  |  |  |  |  |  |  |  |  |  |  |  |  |  |  |  |  |  |  |  |  |  |  |  |  |  |  |  |  |  |  |  |  |
| John Stewart (1490-1526) | John Stewart (1490-1526) | John Stewart (1490-1526) | John Stewart (1490-1526) | John Stewart (1490-1526)   | John Stewart (1490-1526)   | Elizabeth Stewart          | Elizabeth Stewart          | Elizabeth Stewart          | Elizabeth Stewart          | Elizabeth Stewart                | Elizabeth Stewart                |                                  |                                  | Archibald Douglas (1490–1557)    | Archibald Douglas (1490–1557)    | Archibald Douglas (1490–1557) | Archibald Douglas (1490–1557) | Archibald Douglas (1490–1557) | Archibald Douglas (1490–1557) | Margaretha Tudor (1489-1541) | Margaretha Tudor (1489-1541) | Margaretha Tudor (1489-1541) | Margaretha Tudor (1489-1541) | Margaretha Tudor (1489-1541)       | Margaretha Tudor (1489-1541) |  |  | Jacobus IV van Schotland (1473-1513) | Jacobus IV van Schotland (1473-1513) | Jacobus IV van Schotland (1473-1513) | Jacobus IV van Schotland (1473-1513) | Jacobus IV van Schotland (1473-1513) | Jacobus IV van Schotland (1473-1513) | Margaretha Tudor (1489-1541)        | Margaretha Tudor (1489-1541)        | Margaretha Tudor (1489-1541)        | Margaretha Tudor (1489-1541)        | Margaretha Tudor (1489-1541)      | Margaretha Tudor (1489-1541)      |                                   |                                   | Claude van Lotharingen (1496-1550) | Claude van Lotharingen (1496-1550) | Claude van Lotharingen (1496-1550) | Claude van Lotharingen (1496-1550) | Claude van Lotharingen (1496-1550) | Claude van Lotharingen (1496-1550) | Antoinette van Bourbon (1494-1583) | Antoinette van Bourbon (1494-1583) | Antoinette van Bourbon (1494-1583) | Antoinette van Bourbon (1494-1583) | Antoinette van Bourbon (1494-1583) | Antoinette van Bourbon (1494-1583) |  |  |  |  |  |  |  |  |  |  |  |  |  |  |  |  |  |  |  |  |  |  |  |  |  |  |  |  |  |  |  |  |  |  |  |  |  |  |  |  |  |  |  |  |  |  |  |  |
|                          |                          |                          |                          |                            |                            |                            |                            |                            |                            |                                  |                                  |                                  |                                  |                                  |                                  |                               |                               |                               |                               |                              |                              |                              |                              |                                    |                              |  |  |                                      |                                      |                                      |                                      |                                      |                                      |                                     |                                     |                                     |                                     |                                   |                                   |                                   |                                   |                                    |                                    |                                    |                                    |                                    |                                    |                                    |                                    |                                    |                                    |                                    |                                    |  |  |  |  |  |  |  |  |  |  |  |  |  |  |  |  |  |  |  |  |  |  |  |  |  |  |  |  |  |  |  |  |  |  |  |  |  |  |  |  |  |  |  |  |  |  |  |  |
|                          |                          |                          |                          | Matthew Stuart (1516-1571) | Matthew Stuart (1516-1571) | Matthew Stuart (1516-1571) | Matthew Stuart (1516-1571) | Matthew Stuart (1516-1571) | Matthew Stuart (1516-1571) |                                  |                                  |                                  |                                  |                                  |                                  | Margaret Douglas (1515-1578)  | Margaret Douglas (1515-1578)  | Margaret Douglas (1515-1578)  | Margaret Douglas (1515-1578)  | Margaret Douglas (1515-1578) | Margaret Douglas (1515-1578) |                              |                              |                                    |                              |  |  |                                      |                                      |                                      |                                      | Jacobus V van Schotland (1512-1542)  | Jacobus V van Schotland (1512-1542)  | Jacobus V van Schotland (1512-1542) | Jacobus V van Schotland (1512-1542) | Jacobus V van Schotland (1512-1542) | Jacobus V van Schotland (1512-1542) |                                   |                                   |                                   |                                   |                                    |                                    | Maria van Guise (1515-1560)        | Maria van Guise (1515-1560)        | Maria van Guise (1515-1560)        | Maria van Guise (1515-1560)        | Maria van Guise (1515-1560)        | Maria van Guise (1515-1560)        |                                    |                                    |                                    |                                    |  |  |  |  |  |  |  |  |  |  |  |  |  |  |  |  |  |  |  |  |  |  |  |  |  |  |  |  |  |  |  |  |  |  |  |  |  |  |  |  |  |  |  |  |  |  |  |  |
|                          |                          |                          |                          | Matthew Stuart (1516-1571) | Matthew Stuart (1516-1571) | Matthew Stuart (1516-1571) | Matthew Stuart (1516-1571) | Matthew Stuart (1516-1571) | Matthew Stuart (1516-1571) |                                  |                                  |                                  |                                  |                                  |                                  | Margaret Douglas (1515-1578)  | Margaret Douglas (1515-1578)  | Margaret Douglas (1515-1578)  | Margaret Douglas (1515-1578)  | Margaret Douglas (1515-1578) | Margaret Douglas (1515-1578) |                              |                              |                                    |                              |  |  |                                      |                                      |                                      |                                      | Jacobus V van Schotland (1512-1542)  | Jacobus V van Schotland (1512-1542)  | Jacobus V van Schotland (1512-1542) | Jacobus V van Schotland (1512-1542) | Jacobus V van Schotland (1512-1542) | Jacobus V van Schotland (1512-1542) |                                   |                                   |                                   |                                   |                                    |                                    | Maria van Guise (1515-1560)        | Maria van Guise (1515-1560)        | Maria van Guise (1515-1560)        | Maria van Guise (1515-1560)        | Maria van Guise (1515-1560)        | Maria van Guise (1515-1560)        |                                    |                                    |                                    |                                    |  |  |  |  |  |  |  |  |  |  |  |  |  |  |  |  |  |  |  |  |  |  |  |  |  |  |  |  |  |  |  |  |  |  |  |  |  |  |  |  |  |  |  |  |  |  |  |  |
|                          |                          |                          |                          |                            |                            |                            |                            |                            |                            | Henry Stuart Darnley (1545-1567) | Henry Stuart Darnley (1545-1567) | Henry Stuart Darnley (1545-1567) | Henry Stuart Darnley (1545-1567) | Henry Stuart Darnley (1545-1567) | Henry Stuart Darnley (1545-1567) |                               |                               |                               |                               |                              |                              |                              |                              |                                    |                              |  |  |                                      |                                      |                                      |                                      |                                      |                                      |                                     |                                     |                                     |                                     | Maria I van Schotland (1542-1587) | Maria I van Schotland (1542-1587) | Maria I van Schotland (1542-1587) | Maria I van Schotland (1542-1587) | Maria I van Schotland (1542-1587)  | Maria I van Schotland (1542-1587)  |                                    |                                    |                                    |                                    |                                    |                                    |                                    |                                    |                                    |                                    |  |  |  |  |  |  |  |  |  |  |  |  |  |  |  |  |  |  |  |  |  |  |  |  |  |  |  |  |  |  |  |  |  |  |  |  |  |  |  |  |  |  |  |  |  |  |  |  |
|                          |                          |                          |                          |                            |                            |                            |                            |                            |                            | Henry Stuart Darnley (1545-1567) | Henry Stuart Darnley (1545-1567) | Henry Stuart Darnley (1545-1567) | Henry Stuart Darnley (1545-1567) | Henry Stuart Darnley (1545-1567) | Henry Stuart Darnley (1545-1567) |                               |                               |                               |                               |                              |                              |                              |                              |                                    |                              |  |  |                                      |                                      |                                      |                                      |                                      |                                      |                                     |                                     |                                     |                                     | Maria I van Schotland (1542-1587) | Maria I van Schotland (1542-1587) | Maria I van Schotland (1542-1587) | Maria I van Schotland (1542-1587) | Maria I van Schotland (1542-1587)  | Maria I van Schotland (1542-1587)  |                                    |                                    |                                    |                                    |                                    |                                    |                                    |                                    |                                    |                                    |  |  |  |  |  |  |  |  |  |  |  |  |  |  |  |  |  |  |  |  |  |  |  |  |  |  |  |  |  |  |  |  |  |  |  |  |  |  |  |  |  |  |  |  |  |  |  |  |
|                          |                          |                          |                          |                            |                            |                            |                            |                            |                            |                                  |                                  |                                  |                                  |                                  |                                  |                               |                               |                               |                               |                              |                              |                              |                              | Jacobus I van Engeland (1566-1625) |                              |  |  |                                      |                                      |                                      |                                      |                                      |                                      |                                     |                                     |                                     |                                     |                                   |                                   |                                   |                                   |                                    |                                    |                                    |                                    |                                    |                                    |                                    |                                    |                                    |                                    |                                    |                                    |  |  |  |  |  |  |  |  |  |  |  |  |  |  |  |  |  |  |  |  |  |  |  |  |  |  |  |  |  |  |  |  |  |  |  |  |  |  |  |  |  |  |  |  |  |  |  |  |

- Bibsys: 90093331
- Biblioteca Nacional de España: XX823910
- Bibliothèque nationale de France: cb119304190 (data)
- Catàleg d'autoritats de noms i títols de Catalunya: 981058509041606706
- CiNii: DA01985509
- Digitale Bibliotheek voor de Nederlandse Letteren: jaco140
- Gemeinsame Normdatei: 118639889
- International Standard Name Identifier: 0000 0001 0922 9555
- Library of Congress Control Number: n80035841
- Bibliotheek van het Japanse parlement: 001187656
- Nationale Bibliotheek van Tsjechië: js20020225013
- Nationale bibliotheek van Australië: 35241508
- Nationale Bibliotheek van Israël: 987007263238305171
- Nationale Bibliotheek van Polen: a0000001187648
- Nederlandse Thesaurus van Auteursnamen: 068907117
- Réseau des bibliothèques de Suisse occidentale: 02-A000093249
- RKD-Nederlands Instituut voor Kunstgeschiedenis: 492524
- Istituto Centrale per il Catalogo Unico: SBLV239117
- LIBRIS: 206667
- SNAC: w6kf2p12
- Système universitaire de documentation: 027475506
- Museum of New Zealand Te Papa Tongarewa: 65530
- Trove: 878524
- Union List of Artist Names: 500341025
- Virtual International Authority File: 88905668
- WorldCat: E39PBJcGjrxVFT4t6bR36YT8md